# Mylothris sulphurea
Mylothris sulphurea är en fjärilsart som beskrevs av Aurivillius 1895. Mylothris sulphurea ingår i släktet Mylothris och familjen vitfjärilar. Inga underarter finns listade i Catalogue of Life.